# Mesosemia zorea
Mesosemia zorea is een vlindersoort uit de familie van de prachtvlinders (Riodinidae), onderfamilie Riodininae.
Mesosemia zorea werd in 1869 beschreven door Hewitson.